# Giovanni Zanelli
Giovanni Zanelli (Palazzolo sull'Oglio, 31 luglio 1911 – Erto, 10 novembre 1963) è stato un militare, aviatore e ginnasta italiano.
Pluridecorato pilota da bombardamento e trasporto di grande esperienza della Regia Aeronautica, combatte durante la Seconda guerra mondiale. Dopo la fine della guerra fu uno dei primi piloti di elicotteri della ricostituita Aeronautica Militare Italiana.

## Biografia
Nacque a Palazzolo sull'Oglio (provincia di Brescia, il 31 luglio 1911, e nel corso del 1914 la sua famiglia si trasferì a Milano dove, a partire dal 1927, fu un valente ginnasta presso la Società Pro Patria, gareggiando con ottimo successo fino al 1931.
Il 13 luglio 1931 iniziò a frequentare la Scuola di aeroturismo Emilio Pensuti di Taliedo, dove conseguì il brevetto di pilota civile a bordo di un Aviatik di preda bellica.
Nel maggio 1932 entrò nella Regia Aeronautica come sottufficiale pilota, assegnato al 3º Stormo Caccia Terrestre di Bresso. Nel 1936 fu trasferito in qualità di istruttore presso il 10º Stormo Bombardamento Terrestre, equipaggiato con i trimotori da bombardamento Savoia-Marchetti S.M.81,  partecipando l'8 maggio 1938 alla "Rivista H" in onore del Führer Adolf Hitler in visita in Italia, tenutasi sull'aeroporto di Furbara.
Poco prima dell'entrata in guerra dell'Italia, avvenuta il 10 giugno 1940, fu trasferito al 12º Stormo Bombardamento Terrestre di base sull'aeroporto del Littorio a Roma, equipaggiato con i bombardieri Savoia-Marchetti S.79 Sparviero.  Allo scoppio delle ostilità combatte sul fronte francese,  seguendo poi il suo reparto quando fu trasferito a Rodi, sull'aeroporto di Gadurrà, partecipando a numerose azioni. Nel corso del 1940 fu decorato con due Medaglie di bronzo al valor militare per aver colpito una nave nemica (19 luglio)  e per aver partecipato al bombardamento su Alessandria d'Egitto  (21 settembre). La Croce di guerra al valor militare gli venne concessa per aver partecipato ad azioni sui cieli della Libia, Egitto e Mediterraneo con il 114º Gruppo Autonomo Bombardamento Terrestre  al comando del colonnello Umberto Klinger.
Nel marzo 1941 fu trasferito ai Servizi Aerei Speciali, venendo promosso al grado di Aiutante di Battaglia, diventando Capo equipaggio e decorato con una Medaglia d'argento al valor militare. Fino al dicembre 1942 fu decorato con tre Croci al merito di guerra, due promozioni sul campo e citato numerose volte sul Bollettino di guerra. Il 27 febbraio 1945 fu promosso al grado di sottotenente pilota in servizio permanente effettivo (SPE) per meriti speciali, entrando in servizio presso il 46º Stormo Trasporti, e successivamente presso il Reparto Volo dello Stato Maggiore Aeronautica di Centocelle.
Nel 1954 fu selezionato per partecipare ad un corso di pilotaggio per elicotteri, prestando successivamente servizio come istruttore sull'aeroporto di Frosinone dal 1955 al 1957. Nel 1958 si congedò con il grado di capitano, andando a lavorare come pilota presso i servizi aerei dell'Eni.
Il 10 novembre 1963, ad un mese esatto dalla tragedia del Vajont, mentre era impegnato in una ricognizione sulla zona di Erto il suo elicottero Bell 47J impattò il cavo d'acciaio di una teleferica precipitando al suolo, con la morte di tutti gli occupanti. Oltre a lui perirono gli ingegneri minerari Bruno Conforto e Filippo Falini, entrambi dipendenti dell'ENI mineraria. Lasciava la moglie Ada Anzelotti e i figli Rosanna e Luciano.
Il 21 aprile 2002 gli fu conferita la Medaglia d'argento al valor civile, mentre nel 2004 gli fu intitolata l'aviosuperficie di Porcia.

### Periodici
- Tre eroi dimenticati, in Il Basco Azzurro, n. 1, Viterbo, Associazione Nazionale Aviazione dell'Esercito, gennaio-febbraio-marzo 2011,  pp. 8-9.
- Tre eroi dimenticati, in Aeronautica, n. 11, Roma, Associazione Arma Aeronautica, novembre 2011,  pp. 27-28.